# Spoorlijn Blesme-Haussignémont - Chaumont
De Spoorlijn Blesme-Haussignémont - Chaumont is een Franse spoorlijn van Blesme via Saint-Dizier naar Chaumont. De lijn is 89,3 km lang en heeft als lijnnummer 020 000.

## Geschiedenis
De spoorlijn werd door de Chemins de fer de l'Est in gedeeltes geopend. Van Blesme-Haussignémont naar Saint-Dizier op 25 februari 1854, van Saint-Dizier naar Donjeux op 17 juli 1855 en met gedeelte tussen Donjeux en Chaumont werd op 25 april 1857 voltooid.

## Treindiensten
De SNCF verzorgt het personenvervoer op dit traject TER treinen.
| Serie      | Treinsoort | Route | Bijzonderheden                               |
| ---------- | ---------- | --- | -------------------------------------------- |
| TER 839700 | TER (SNCF) | Reims – Châlons-en-Champagne – Saint-Dizier |                                              |
| TER 839800 | TER (SNCF) | Reims – Châlons-en-Champagne – Saint-Dizier – Joinville – Chaumont                                                                                                   |                                              |
| K 1        | TER (SNCF) | Paris-Est – Épernay – Châlons-en-Champagne – [ Saint-Dizier ] / [ Bar-le-Duc – Commercy – Toul – Nancy-Ville – Lunéville – Sarrebourg – Saverne – Strasbourg-Ville ] | 1 dagelijkse trein Parijs - Straatsburg v.v. |

## Aansluitingen
In de volgende plaatsen is of was er een aansluiting op de volgende spoorlijnen:
Blesme-Haussignémont
RFN 022 300, raccordement direct van Blesme-Haussignémont
RFN 070 000, spoorlijn tussen Noisy-le-Sec en Strasbourg-Ville
Saint-Dizier
RFN 018 000, spoorlijn tussen Saint-Dizier en Doulevant-le-Château
RFN 019 000, spoorlijn tussen Revigny en Saint-Dizier
RFN 020 606, stamlijn Saint-Dizier
Ancerville-Guë
lijn tussen Guë en Menaucourt
Joinville
RFN 015 000, spoorlijn tussen Jessains en Sorcy
RFN 025 300, raccordement van Joinville
Gudmont
lijn tussen Gudmont en Rimaucourt
Bologne
RFN 026 000, spoorlijn tussen Bologne en Pagny-sur-Meuse
Chaumont
RFN 001 000, spoorlijn tussen Paris-Est en Mulhouse-Ville
RFN 020 311, raccordement van Chaumont

## Elektrificatie
Het gedeelte tussen Blesme-Haussignémont en Saint-Dizier werd in 1961 geëlektrificeerd met een wisselspanning van 25.000 volt 50 Hz.